# ＃てれふく
『#てれふく』（ハッシュタグ てれふく）は、NHK福岡放送局が、福岡県域向けの総合テレビで2021年4月9日から放送の報道・地域情報番組である。

## 概要
2019年4月から2年にわたり放送された『実感ドドド!＠福岡』の後継番組として、2021年4月9日から放送を開始した番組である。番組のコンセプトとして「福岡の身近な人々の奮闘や苦悩、希望を描くヒューマンドキュメンタリーや、視聴者の声から課題の解決策を探る番組。福岡出身の著名タレントが故郷をめぐる旅など、さまざまな角度と演出で福岡の皆さまにお届けする。」と記載されている。前番組とは違い、キャスターは据えず、NHK福岡放送局のアナウンサー・契約キャスターや福岡で活躍されているローカルタレント（中上真亜子、ゴリけん､パラシュート部隊など）が番組を進行する一方でドキュメンタリー番組も放送される。
福岡県域のため、NHK北九州放送局でも同時刻で放送される。
放送終了後、NHKプラスの「ご当地プラス（九州・沖縄エリア）」において見逃し配信の対象となっている。（2週間視聴可能）

## 放送日時
以下、日本標準時（JST）。
本放送
福岡県域（福岡局、北九州局）の総合テレビ：金曜 19:30 - 19:55（年10回程度）
再放送
福岡県域（福岡局、北九州局）の総合テレビ：土曜 07:35 - 08:00（年10回程度）